# Кюттіген
Кюттіген (нім. Küttigen) — громада  в Швейцарії в кантоні Ааргау, округ Аарау.

## Географія
Громада розташована на відстані близько 70 км на північний схід від Берна, 3 км на північ від Аарау.
Кюттіген має площу 11,9 км², з яких на 16% дозволяється будівництво (житлове та будівництво доріг), 33,1% використовуються в сільськогосподарських цілях, 49,7% зайнято лісами, 1,2% не є продуктивними (річки, льодовики або гори).

## Демографія
2019 року в громаді мешкало 6268 осіб (+11,4% порівняно з 2010 роком), іноземців було 15,9%. Густота населення становила 527 осіб/км².
За віковим діапазоном населення розподілялося таким чином: 19,7% — особи молодші 20 років, 59,9% — особи у віці 20—64 років, 20,4% — особи у віці 65 років та старші. Було 2761 помешкань (у середньому 2,2 особи в помешканні).
Із загальної кількості 1413 працюючих 67 було зайнятих в первинному секторі, 326 — в обробній промисловості, 1020 — в галузі послуг.